# ベイジャン・トイ・テリア
ベイジャン・トイ・テリア（英：Bajan Toy Terrier）は、バルバドス原産の希少なテリア犬種のひとつである。

## 歴史
1960年代に作出が開始され、1970年代に完成したテリア犬種である。カナダ出身でバルバドス在住のブリーダーによって作られ、小柄だが運動量の多い、活発な愛玩犬を目指して作出された。
主に愛玩犬として飼育されているが、副職としてネズミなどの害獣を仕留めたり、番犬としても使われている。
現在も飼育が継続されているが、基本的にバルバドスでのみ飼育されている特別な犬種のため、他の国では飼育されていない。

## 特徴
コートが短く、脚と首が長い変わった体つきのテリアである。引き締まった体をしていて、俊敏で足が速い。マズルは細く、先細りで尖っている。頭部は小さめで、耳は三角形の立ち耳、尾は飾り毛の少ない垂れ尾。コートはつやのあるスムースコートで、毛色は濃いハニー・シェードのみ。小型犬サイズで、体重は4kgほどしかない。性格は明るく活発、主人家族に友好的だが、頑固で気が強い「テリア・キャラクター」という気性も併せ持っている。状況判断力がよく、興味のあることはどんどん吸収しようとする。運動量は普通であるといわれる。